# Акутни застој срца
Акутни застој срца (лат. Institio cordis) нагли је и неочекивани престанак циркулације, изазван престанком рада срца (кардиоциркулаторни застој). Акутни застој срца не треба поистовећивати са другим облицима застоја срца, који су последица хроничне декомпензоване кардиомиопатије или крајњи исход неких других хроничних немалигних и малигних болести. Акутни застој срца једно је од најхитнијих стања у медицине, које захтева брзу и непосредну дијагнозу и лечење, јер је време за преживљавање, од момента настанка застоја у раду срца (ареста), до започињања мера реанимације, ограничено и изражава се у секундама.
Доказано је да ако са унутар 240 секунди (4 минута) од престанка циркулације не започне са мерама реанимације (срчаноплућном (кардиопулмоналном) и можданом (церебралном, КПЦР), настаје неповратно оштећење мозга. Зато се често код акутног застоја срца тражи одговор, на једно (а заправо су три) најважнија етичка питања (а не медицинска): да ли започињати КПЦР након истека арест времена, и колико дуго покушавати КПЦР и када је прекинути?
Ранији критеријуми КПЦР подразумевали су да након 4-5 минута након престанка срчаног рада више нема наде за обнову мождане функције. Данас постоје подаци о томе да су се код пацијента враћала нормална мождана функција, и када је трајање срчаног застоја било много дуже од 5 минута. Зато су данас ове границе јако померене, рачунајући и посебне случајеве где је акутном срчаном застоју претходило узимање или пак тровање барбитуратима, који успоравају метаболизам у централном нервном систему, или је у питању утапање у хладној води са хипотермијом. Вероватно да нико не може дати егзактну бројку колико дуго мора да траје акутни срчани застој, а да сваки покушај КПЦР након тога нема смисла. За услове ван медицинских установа то питање је теже и комплексније, с обзиром на то да су очевици таквог догађаја већином немедицинске струке (лаици), и не могу потврдити да ли је реч о акутном срчаном застоју или синкопи као резултату тешког поремећаја срчаног ритма или тешком кардиогеним шоку. Зато је за службу хитне медицинске помоћи стручно и етички немогуће да, а приори, овакву интервенцију не сматра сврсисходном и стога је одбије, лиме се чини медицинска грешка.
Заустављена циркулација спречава достављање кисеоника у ткива организма. Церебрална хипоксија, или недостатак кисеоника у мозгу, изазива губитак свести и престанак дисања, понекад уз преостало агонално дисање. Повреда можданих ткива је вероватна у случајевима застоја срца дужим од 5 минута, иако неке нове процедуре могу да продуже ово време (индукована хипотермија). Да би се побољшале шансе за преживљавање и опоравак неуролошких функција од највећег значаја је брза интервенција.
Срчани застој је ургентно стање код којег је известан постотак пацијената могуће повратити у нормално стање, ако је медицинска интервенција брза. Када срчани застој доведе до смрти, ова појава се назива изненадна срчана смрт. Примарни облик прве помоћи код овог стања је механичка стимулација срца и дисања која одржава циркулацију до тренутка када буде доступна потпунија медицинска помоћ. Она ће зависити од врсте поремећаја, стања срчаног ритма, и најчешће се састоји од срчане дефибрилације или примене медикамената.

## Врсте
- Вентрикуларна фибрилација је поремећај у контракцији срчаног мишића. Рад срчаних мишићних ћелија је некоординисан, стога срце не потискује крв.
- Вентрикуларна тахикардија је појава где срце куца пребрзо, недовољно се пуни, и стога не пумпа крв.
- Електромеханичка дисоцијација срца је стање где су електрични импулси у срцу правилни, али они не изазивају механичке контракције.
- Асистола је потпуни престанак електричних и механичких дејстава у срцу.

## Узроци
Све болести које доводе до смртног исхода доводе особу у стање срчаног застоја. Стога су могући узроци овог стања бројни. Многи од њих посредно узрокују застој рада срца (рецимо: гушење које доводи до хипоксије, која изазива срчани застој). Понекад није могуће спречити овај узрок што доводи до смрти.
Међу одраслима, главни узрок срчаног застоја је исхемијска болест срца. При аутопсији 30% смртних случајева узрокованих застојем срца показује симптоме недавног срчаног инфаркта. Друга срчана обољења која могу довести до срчаног застоја су: структуралне аномалије, аритмије и кардиомиопатије. Узроци невезани за срчани мишић су: инфекције, тровања лековима, трауме, рак и други.

#### Списак узрока
- Хиповолемија - недостатак крви, обично услед крварења
- Хипоксија - недостатак кисеоника
- Ацидоза - ненормална pH вредност крви као резултат појаве млечне киселине (могући узроци су бројни)
- Хиперкалемија или хипокалемија - превисок или пренизак ниво калијума у крви (типично за бубрежне болеснике).
- Хипотермија - ниска телесна температура, која се клинички дефинише као температура испод 35 °C. Карактеристично за ове случајеве је да пацијенти могу да преживе дуже време у стању хипотермије и срчаног застоја.
- Хипогликемија или хипергликемија - низак или превисок ниво гликозе у крви. Најчешће је изазива неправилна употреба лекова.
- Таблете или токсини - трициклични антидепресиви, фенотиазини, бета блокатори, блокатори калцијумових канала, кокаин, аспирин, ацетоминофен, итд.
- Болест перикарда - сакупљање крви и других течности у срчаној марамици
- Пнеумоторакс - сакупљање ваздуха у плућној марамици
- Тромбоза срца
- Емболија плућа
- Физичка траума - смањена циркулација услед физичке повреде срца и великих крвих судова.

## Епидемиологија
Епидемиолошки гледано, акутни застој срца једна је од последица:
- Претходне срчане болести, у којима је у 82,4% случајева узрок АЗС у
- Несрчане интерннистичке болести у којима је у 8,6% случајева АЗС узрок АЗС
- Болести плућа, цереброваскуларне, малигне и гастроинтестиналне болести, епилепсија, несрчане екстерне болести (траума, дављење, асфиксија, удар грома струје), у којима је у 9% случајева узрок АЗС.

Епидемиолошке студије регистровале су честу појаву акутног застој срца у раним јутарњим часовима, чешће понедељком него осталим данима у недељи и чешће током зимских месеци.
Коронарна болест одговорна је за 80-85% случајева акутног застој срца. Док је атеросклероза примаран поремећај код људи средње и старије животне доби.
Код деце и млађих особа узрок срчаног застоја могу бити аномалије срчаних артерија, посебно аномалије исходишта леве срчане артерије плућне артерије или десног коронарног синуса.
Акутни застој срца, прва је клиничка манифестација болести код 20-25% болесника са коронарном болешћу, а претходни инфаркт миокарда налази чак код 75% болесника који су умрли или преживели изненадну срчану смрт.

## Етиологија
Застој срца (ЗС) иде по типу примарног АЗС (напрасна срчана смрт, НСС) или секундарног застоја срца. Актуелна је и подела на тзв реверзибилне узроке АСЗ и иреверзибилне, где би реверзибилни били изражени познатим акронимом 4Х и 4Т, што је приказано на доњој табели:
4Хi 4T подела потенцијално реверзибилних узрока срчаног застоја
| Узрок                          | Знаци и симптоми |
| ------------------------------ | --- |
| Хипоксија                      | - И поред тога што је у односу на ћелије коре мозга, ћелије срчаног мишића мање осетљив на хипоксијом и аноксијом изазван недостатак кисеоника, ипак су хипоксија и аноксија најчешћи узроци акутног застоја срца, јер директно оштећују срчани мишић и његов спроводни систем и доводе до аритмија, које могу претходити акутном срчаном застоју. - Због веће осетљивости на недостатак кисеоника у крви, неповратне промене на ћелијама коре мозга због хипоксије/аноксије могу настати и пре него што срце престане са радом. |
| Хипотермија                    | - Снижавање телесне температуре испод 32 °C, успорава физиолошке процесе у организму: смањује потрошњу кисеоника, базални метаболизам, рад срца и дисања. - Падом телесне температуре испод 25 °C, престаје терморегулација, организам се понаша као поикилотермно биће и поприма температуру околине. - Хипотермијом изазван пад телесне температуре праћен је појавом асистолија или фибрилације комора. |
| Хиповолемија                   | - Хиповолемија је најчешће изазвана губитком крви (због унутрашњег или спољашње крварења), плазме (због опекотине) или екстрацелуларне течности (дуготрајно повраћање, пролив). - Хиповолемија је праћена падом крвног притиска (хипотензијом) и редукцијом крвног протока кроз срчане крвне судове, као и слабљењем контрактилности срчаног мишића, што последично доводи до смањења систолног и минутног волумена срца. |
| Хипо/Хиперкалијемија           | - Хипокалијемија може настати због повећаних губитака калијума (повраћање, цревне фистуле, диуретици), недовољног уношења у организам или апсорпције калијума (гладовање, малапсорпција). - Снижене вредности калијума доводе до поремећаја срчаног ритма у облику вентрикуларних екстрасистола, које могу прећи у вентрикуларну тахикардију или вентрикуларну фибрилацију. - Хиперкалијемија настаје због недовољног излучивања калијума (нпр. акутна бубрежна инсуфицијенција, акутна инсуфицијенција надбубрега), повећаног уношења (инфузије или лекови који садрже калијум), померања калијума из целуларног у екстрацелуларни простор (опекотине, краш повреде, хемолиза, ацидоза). - Промене калијемије праћене су променом амплитуде Т таласа на ЕКГ-у, што помаже у раном откривању поремећаја нивоа калијума и његовој брзој корекцији, док касно откривена хиперкалијемија дооводи до поремећаја ритма, који може претходити фибрилацији или асистолија комора. |
| Ацидоза                        | - Хиперкалијемија, због недовољног излучивања калијума, најчешћи је метаболички узрок ацидозе. - Респираторна ацидоза може бити узрок кардиоциркулаторне депресије и застоја. |
| Тромбоза срчаних крвних судова | - Као последица тромбозе срчаних крвних судова долази до акутног инфаркта, који је један од најчешћих узрока акутног застоја срца. - Акутни инфаркт миокарда најчешће доводи до аритмија, које могу претходити срчаном застоју. |
| Тромбоза плућних крвних судова | - Сумња на плућну тромбоемболију, поставља се код нагло насталог бола у грудима, диспнеје, тахипнеја, кашља, синкопе и знакова попуштања десног срца. |
| Тензионе пнеумоторакс          | - Тензионе пнеумоторак, који настаје продором ваздуха у интраплеурални простор, може бити један од узрока застоја срца. - При инспиријумом ваздух улази у интраплеурални простор, а при експиријум онемогућено је његово излажење. То доводи до раста интраплеуралног притиска, колапс плућа и померање медијастинума на супротну страну. Прилив венске крви у срце се смањује, пада систолни и минутни волумен срца. |
| Токсична оштећења срца         | - Прекомерна употреба неких лекова (намерно или задесна) доводи до кардиоциркулаторне, а често и респираторне депресије директно или индиректно преко поремећаја ацидобазне и електролитне равнотеже. |
| Тампонада срца                 | - Накупљање течност или крви у перикардну шупљину (дисекантна анеуризма аорте, руптура срца, пенетрантно и непенетрантне повреде грудног коша) смањује дијастолно пуњење и минутни волумен срца што се клинички манифестује хипотензијом, ослабљеним срчаним тоновима, порастом централног венског притиска (ЦВП), дистензија вратних вена. |

Најчешћи узроци акутног застоја срца могу се разврстати и на срчане и несрчане (респираторне и циркулаторне) у које спадају:

## Дијагноза
Акутни застој срца манифестује се клиничким и електрокардиографским знацима.

### Клинички знаци акутног застој срца
Губитак свести
Губитак свести један је од сигурних знакова акутног застој срца. Манифестује се 15 секунди после престанка срчаног рада и престанка циркулације у мозгу.
Одсуство пулса над великим крвним судовима
Губитак пулса над великим крвним судовима (a. carotis или a. femoralis), сигуран је су знак акутног застој срца. Пулс над овим крвним судовима присутан је све док срце ради, док код пацијента са сумњом на срчани арест, не треба тражити пулс над периферним артеријама, јер се он нпр. на радијалној артерији (a. radialis) губи када систолни крвни притисак падне испод 60 mm Hg.
За постављање дијагнозе акутног застоја срца није потребно губити време на палпацији артерије на врату (максимално време за утврђивање постојања каротидног пулса је до пет десетина секунде). Губитак свести и престанак дисања (тј. ненормално дисање), према новим препорукама за КПЦР, довољни су индикатори за започињање основних мера реанимације.
Престанак дисања
Престанак дисања (апнеа или агонално дисање) сигуран је знак акутног застој срца, које настаје непосредно после престанка срчаног рада. Агонално дисање је присутно код више од половине особа са кардијалним арестом. Најновнове препоруке за КПЦР предлажу и саветују да се са мерама реанимације код свих особа које су без свести и које не дишу у нормалном ритму одмах започне са КПЦР.
Промена боје коже и видљивих слузокожа
Промењена боја коже и видљивих слузокожа настаје као последица престанка циркулације, пре свега због хипоксијом измењене оксихемоглобина у крви. Боја коже може бити цијанотична (код срчаног ареста), или бледа, када је искрварење узрок кардијалног ареста.
Дилатација (ширење) зеница (касни знак)
Проширене зенице (мидријаза) је несигуран знак акутног застоја срца, јер и неки лекови (нпр атропин и адреналин) могу довести до мидријазе Код кардијалног ареста, мидријаза је последица хипоксемије мозга и парализе једара окуломоторног живца. Настаје релативно касно, када је од срчаног застоја прошло најмање 60 секунди.
Одсуство срчаних тонова
Одсуство срчаних тонова, утврђено на основу аускултације, у срчаном застоју је губљење времена у дијагностици, јер је код одраслих особа то непоуздан знак срчаног застоја, за разлику од деце.
Немерљив крвни притисак
Иако срчана радња може још увек да се одвија и без мерљиве тензије, то је ипак знак тешког циркулаторног застоја.

### Електрокардиографски знаци
Без обзира о којем електрокардиографски облику кардијалног ареста се ради, клинички знаци престанка механичке активности срчаног мишића су једнаки, а ЕКГ је знак електричне активности срчаног мишића. а ЕКГ знаци потврђују клиничку дијагнозу кардијалног ареста. Електрокардиографски облици акутног застоја срца су:
Асистолија
Асистолија се испољава као потпуни прекид спонтане електричне активности срца, а самим тим је и прекид механичке активности, тј. контрактилности срчаног мишића. Електрокардиографски, асистолија се манифестује равном линијом, иако она никада није изоелектрична, тј. као лењиром повучена линија.
Акутни застој срца ређе се испољава као асистолија (у 10-30% случајева). Преживљавање код кардијалног ареста изазваног асистолијом је мање од 1%.
Безпулсна електрична активност
Безпулсна електрична активност представља присуство неадекватне електричне активности са континуираним таласима на ЕКГ-у уз одсуство знакова механичке активности. Промене ЕКГ се испољавају различито; од нормалног ЕКГ-а до бизарних вентрикуларних комплекса. Овај облик кардијалног ареста најчешће се јавља код искрварење праћеног дифузном исхемијом срчаног мишића.
Вентрикуларна фибрилација
Вентрикуларна фибрилација карактерише се континуираном електричном активношћу уз одсуство механичке активности. ЕКГ код овог облика кардијалног ареста различито се испољава. Најчешће (у око 40% случајева), вентрикуларна фибрилација је најизазовнији за реанимацију и са највећим процентом преживљавања. Електрокардиографски се испољава у хаотичним, неправилним таласима неједнаке амплитуде. Уколико се на време не укаже помоћ, вентрикуларна фибрилација може прећи у асистолију.
Коморска тахикардија без пулса
Овом поремећају ритма најчешће претходи вентрикуларна фибрилација. Она представља низ брзих правилних, бизарних вентрикуларних екстрасистола (ВЕС). ЕКГ запис је идентичан као код вентрикуларне тахикардија са пулсом (особа је свесна, дише и има пулс над великим крвним судовима). Коморска тахикардија са пулсом није акутни застој срца, већ ургентно кардиолошко стање, које уколико се не лечи промптно, може прећи у вентрикуларну тахикардију без пулса (особа је без свести, не дише и нема пулса над великим крвним судовима), а третира се исто као вентрикуларна фибрилација.

## Терапија
Терапија акутног застоја срца заснива са на два основна принципа:
Успостављање циркулације што је пре могуће
Главни чинилац преживљавања особа које доживе срчани застој ван болнице јесте присуство сведока том догађају који позивају службу хитне помоћи и први почињу са успостављањем циркулације. Препоручује се да немедицинско особље користи губитак свести и изостанак дисања као знаке акутног застоја срца, а не толико одсуство пулса јер се у бројним студијама то није показало као исплативо.
Кардиопулоналну реанимацију треба започети ударцем песнице у грудни кош (на место споја средње и доње трећине грудне кости). Ако овај маневар остане без одговора не треба га понављати већ треба одмах приступити кардиопулмоналој реанимацији, јер се у до 35% случајева овим поступком постиже преживљавање ако се КПР започне у првом минуту од губитка свести.
Електроконверзија је кључни поступак у реанимацији АЗС и не треба је одлагати чак и кад услови за реанимацију нису идеални. Да би се обезбедио овај циљ многе земље, организују обуку парамедицинског особља и обезбеђују доступност аутоматских екстерних дефибрилатора на јавним местима (аеродроми, саобраћајна чворишта, спортски, тржни и други објекти у којима се масовно окупљају људи).
Обезбеђивање континуиране подршке систему крвотока док се не успостави његова нормална спонтана или физиолошка функција.
Даље болничко лечење болесника са акутним застојем срца усмерено је ка стабилизацији поремећаја срчаног ритма, подршци циркулацији до њеног опоравка и обезбеђивању мера за ревитализацију оштећења органа који су довели до срчаног застоја, пре свих оштећења централног нервног система.

## Прогноза
Обим преживљавања болесника са АСЗ у ванболничким условима креће се од 4-45%. У САД ванболничким акутни застој срца преживи 6,4% пацијената.
Морталитет током болничког лечења АСЗ креће се око 50%. Узроци смрти у болници најчешће нису аритмогени (30% болесника умире из хемодинамских разлога, а 60% од последица поремећаја централног нервног система).
Аноксични енцефалопатија је снажан чинилац интрахоспиталног морталитета, а стратегија ране примене хипотермије у циљу смањења метаболичких потреба и едема мозга све више има корист у смањењу морталитета.